# J.C. Chandor
Jeffrey McDonald Chandor (Morristown, 24 de novembro de 1973), conhecido como J.C. Chandor, é um cineasta, produtor cinematográfico e roteirista norte-americano. Como reconhecimento, foi nomeado ao Oscar 2012 na categoria de Melhor Roteiro Original e ao Urso de Ouro pelo filme Margin Call.

## Prêmios e nomeações
| Year | Title               | Award/Nomination |
| ---- | ------------------- | --- |
| 2011 | Margin Call         | Nomeado - Academy Awards Best Original Screenplay Nomeado - 61st Berlin International Film Festival Golden Bear (Best Film) Nomeado - Boston Society of Film Critics Best New Director Venceu - National Board of Review Best Directorial Debut Venceu - Independent Spirit Awards Best First Film Venceu - New York Film Critics Circle Awards Best First Film Venceu - San Francisco Film Critics Circle Awards Best Screenplay |
| 2013 | All Is Lost         | Nomeado - Academy Awards Best Sound Editing Nomeado - Satellite Awards Best Film Nomeado - Independent Spirit Awards Best Film + Best Director Nominated - 13th AARP Movies Awards Best Film Venceu - 39th American Film Festival Best Film |
| 2014 | A Most Violent Year | Venceu - 86th National Board of Review Best Film Venceu - New York Film Critics Top 10 Films of the year Venceu - Whistler Film Festival Best Film (Audience Award) Nomeado - San Francisco Film Critics Circle Best Original Screenplay Nomeado - Independent Spirit Awards Best Screenplay Nomeado - Houston Film Critics Society Best Film Nomeado - London Film Critics' Circle Technical Achievement                         |
| 2019 | Triple Frontier     | Nomeado - IGN Awards Best Action Film Nomeado - People’s Choice Awards Best Film (Drama) Nomeado - California Film Commission California on Location Award for Team of the Year (Studio Feature Film) |